# Machilus holadena
Machilus holadena är en lagerväxtart som beskrevs av H. Liou. Machilus holadena ingår i släktet Machilus och familjen lagerväxter. Inga underarter finns listade i Catalogue of Life.